# Athens (Georgia)
Athens ist eine Stadt im US-Bundesstaat Georgia. Die Stadt liegt am Oconee River auf dem Piedmont-Plateau im Nordosten des Staates. Das U.S. Census Bureau hat bei der Volkszählung 2020 eine Einwohnerzahl von 127.315 ermittelt.
1991 fusionierte die Stadt Athens mit dem Clarke County und bildete ein consolidated city-county, das seitdem gemeinsam verwaltet wird. Die Stadt ist der Mittelpunkt der Metropolregion Athens–Clarke County.

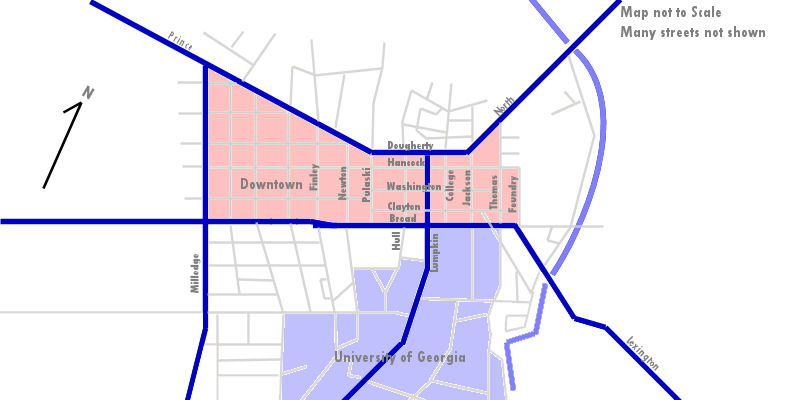
Karte von Athens

## Geschichte
Bevor Athens seinen Namen erhielt, war es eine Ansiedlung am Flussufer und hieß „Cedar Shoals“ („Cedar“ bedeutet „Zeder“ und „Shoals“ „Untiefe“). Am 27. Januar 1785 bewilligte das Parlament von Georgia die Errichtung einer neuen staatlich unterstützten Universität. Mit dem Bau der Universität ab 1801 entstand auch die Stadt Athens, deren Name abgeleitet von der griechischen Stadt Athen ist, dem Zentrum für Kultur und Bildung der Antike. 1806 bekam Athens offiziell die Stadtrechte und man bezeichnete Athens als das „Manchester des Südens“, da es sehr durch Textilindustrie und -handel geprägt war.
1833 hatten James Camak und seine Geschäftspartner den ersten Schienenweg zwischen Athens, Atlanta und Augusta gebaut. Mit dieser Eisenbahnlinie wurde es noch einfacher, Güter von Athens nach Atlanta zu befördern. Fünf Eisenbahnlinien liefen durch Athens und die Stadt war dadurch ein wichtiger Treffpunkt für Bauern, die hier ihre landwirtschaftlichen Produkte verkauften. Während des Sezessionskrieges zerstörte General Sherman einige der neugebauten Gleise, aber seine Truppen griffen Athens nicht an.
Nach dem Sezessionskrieg konnte Athens relativ schnell wieder aufblühen, denn viele reiche Geschäftsleute hatten ihr Geld vorher in europäischen Bankinstituten deponiert. Athens war auch Treffpunkt vieler befreiter Sklaven: Das Freedmans Bureau gründete Schulen für Schwarze und es existierten drei Zeitungen, die von Afroamerikanern herausgegeben wurden. Sie hießen „The Athens Blade“, „The Athens Clipper“ und „The Progressive Era“.
Die Straßenkreuzung von Washington Street und Hull Street wurde als Hot Corner bezeichnet, da sie ein wichtiger Treffpunkt der afroamerikanischen Gemeinde war. Das Morton-Gebäude, das Samaritan-Gebäude und die Union Hall verfügten über eine große Anzahl afroamerikanischer Rechtsanwälte, Zahnärzte, Ärzte und andere Geschäfte. Das Morton Gebäude war u. a. ein sehr erfolgreiches Opernhaus, das für seine Akustik bekannt war. Auch berühmte Jazzmusiker wie Louis Armstrong, Cab Calloway und Duke Ellington sind dort aufgetreten.
Während des Zweiten Weltkrieges verfügte Athens über eine der fünf Marineschulen Amerikas. Moderne Gebäude, Freizeitanlagen und die erste asphaltierte Landepiste wurden gebaut.

## Politik
Legislative: Die Regierung ist unter der Leitung von einem gewählten Bürgermeister und zehn gewählten Abgeordneten (Commissioners). Die Abgeordneten repräsentieren acht Wahlkreise und zwei Gesamtwahlkreise (super-districts), die die Wahlkreise 1-4 und 5-8 enthalten.
Exekutive: Das tägliche Geschäft wird von einem Manager ausgeführt, der vom Bürgermeister und den Abgeordneten gewählt wird.

## Bildung

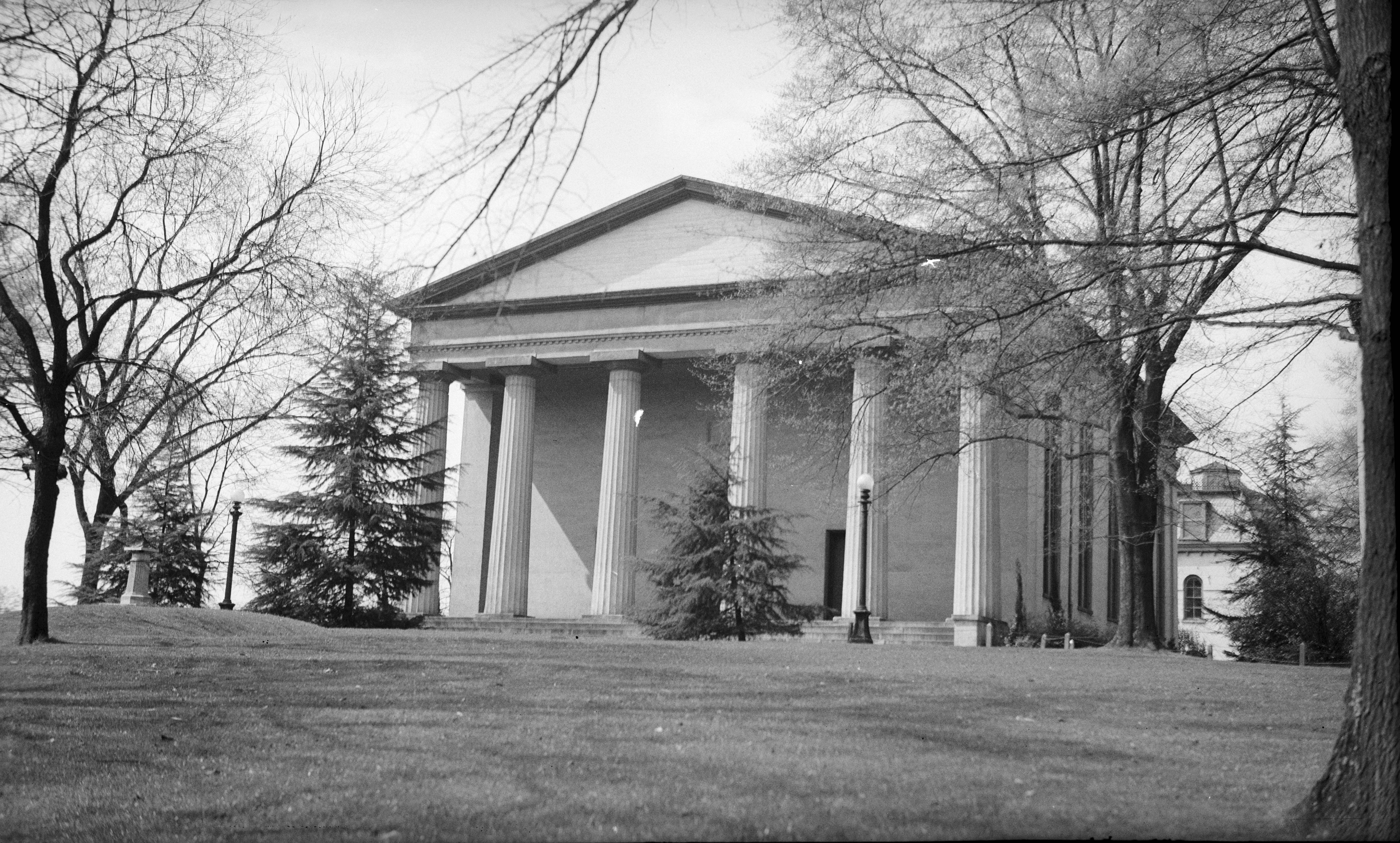
Kapelle der University of Georgia

Athens ist der Sitz der University of Georgia. Diese ist als eine Universität mit über 32.000 Studenten prägend für die Stadt. Viele Touristen kommen wegen der American-Football-Mannschaft der Universität nach Athens. Diese Mannschaft namens „Georgia Bulldogs“ ist eine der besten Footballmannschaften im College Football. Die Football-Spiele in Athens finden im Sanford Stadium statt. Sanford Stadium ist mit über 92.746 Sitzplätzen ausgestattet und damit das fünftgrößte Stadion im Land. Diese Spiele finden an Samstagen statt; die Footballjahreszeit dauert von September bis Januar. Einige Paarungen der Fußballwettbewerbe der Olympischen Sommerspiele von 1996 wurden im Sanford Stadium ausgetragen.
Der State Botanical Garden of Georgia ist ein 1,27 km2 großer Botanischer Garten, der von der University of Georgia betrieben wird. Auf dem Campusgelände der Universität befindet sich auch das University of Georgia Campus Arboretum, das täglich ohne Eintritt für Besucher zugänglich ist.

## Kultur und Unterhaltung
Die Stadt Athens bekam den Beinamen „The Classic City“. Die Angebote zur Freizeitbeschäftigung und Unterhaltung sind vielfältig. Es gibt ein staatliches Kunstmuseum, das Georgia Museum of Art. Im Stadtzentrum von Athens befindet sich das Classic Center, das für Opern, Konzerte und Ballette genutzt wird.
Athens ist überregional bekannt für seine abwechslungsreiche Musikszene. Im Georgia Theater traten bekannte Bands wie R.E.M., The Police, Sea Level und Widespread Panic auf. Vor allem aber gibt es in Athens viele Musikclubs. Viele Bands fühlen sich von Athens wegen der vielen Musikclubs und der liberalen Universitätsszene angezogen.
Das Athfest ist ein jährliches Musikfestival, das im historischen Stadtzentrum stattfindet. Bei diesem dreitägigen Festival treten nur Bands von Athens auf; im Rahmen dieses Volks- und Straßenfestes werden Einheimische und Touristen auch anderweitig über Musik informiert.
Athens ist auch bekannt für seine große Auswahl von Kneipen, Nachtklubs und Restaurants. Das Stadtzentrum Athens ist der Bereich südlich von Prince Avenue, Dougherty Street und North Avenue; nördlich von Broad Street und die Universität von Georgia; östlich von Milledge Avenue; und westlich von Foundry Street. Im Stadtzentrum finden sich über 40 Kneipen und Musikclubs sowie 55 Restaurants. Es ist der kulturelle Mittelpunkt der Stadt. Ungefähr 10 % der Touristen besuchen Athens wegen der Musikszene im Stadtzentrum.

### Musik
Die Stadt ist durch die Universität von Georgia und die durch sie entstandene Musikszene bekannt, die Bands wie R.E.M., The B-52s, die Indigo Girls, Vic Chesnutt und Widespread Panic hervorgebracht hat. Wegen dieser weltberühmten Musiker ernannte die Musikzeitschrift Rolling Stone 2003 Athens zum Spitzenreiter aller Universitätsstädte für Rockmusik („#1 Campus Scene That Rocks“).
Neue oder weniger berühmte Bands sind Maserati, DJ Danger Mouse, Azure Ray, Bomb the Music Industry!, Drive-By Truckers, Jucifer, Five Eight, Big Atomic (Catfish Jenkins), Kevn Kinney, Macha, Now It’s Overhead, und Sound Tribe Sector Nine (STS9).
Aus der Musikervereinigung The Elephant 6 Recording Company gingen Bands wie Neutral Milk Hotel, of Montreal, Elf Power und The Olivia Tremor Control hervor. Zu den Lieblingsbands der Collegestudenten zählen Modern Skirts, Hope for agoldensummer, Packway Handle Band, Telenovela und DJs Krush Girls.
Athens hat auch viele Treffpunkte und Veranstaltungsorte für Bands. Die berühmtesten sind 40Watt und Georgia Theatre, die Nachwuchsbands fördern. Im Classic Center treten meistens Bands auf, die schon national oder international bekannt sind. Kleinere Veranstaltungsorte sind TastyWorld, The Melding Point, Caledonia, DT’s Downunder und viele andere.
Alle Musiker der Stadt sind in einer jährlichen Liste von Flagpole Magazine, einem alternativen Wochenblatt, aufgeführt.

### Bauwerke
Das 1904 erbauten Rathaus (City Hall) und verschiedene historische Gebäude der Universität von Georgia gehören zu den bekannten Gebäuden der Stadt. In Athens sind insgesamt 58 Bauwerke und Stätten in das National Register of Historic Places eingetragen (Stand 17. Februar 2020):
| Referenznummer             | Bezeichnung                                                                 | Lage | Anmerkung                                                             | Datum                                      |
| -------------------------- | --------------------------------------------------------------------------- | --- | --------------------------------------------------------------------- | ------------------------------------------ |
| 80000989                   | Athens Factory                                                              | Baldwin und Williams St.                                                                                           |                                                                       | 31. Juli 1980                              |
| 02001634                   | Athens Manufacturing Company                                                | 585 While Circle                                                                                                   |                                                                       | 31. Dez. 2002                              |
| 88002021                   | Athens Warehouse Historic District                                          | grob begrenzt von Hancock und Thomas St. sowie der Bahnstrecke                                                     |                                                                       | 20. Okt. 1988                              |
| 72000375                   | Bishop House                                                                | Jackson St., Campus der University of Georgia                                                                      |                                                                       | 16. März 1972                              |
| 85000850                   | Bloomfield Street Historic District                                         | grob begrenzt von Bloomfield und Peabody St., Campus der Universität, Rutherford St. und Milledge Ave.             |                                                                       | 18. Apr. 1985                              |
| 85000851                   | Boulevard Historic District                                                 | grob begrenzt durch die Gleise der Seaboard Coastline Railroad, Pulaski St., Prince Ave. und Hiawassee St.         |                                                                       | 18. Apr. 1985                              |
| 01000642                   | Brightwell Shotgun Row                                                      | 366-376 Barber St.                                                                                                 |                                                                       | 14. Juni 2001                              |
| 99001029                   | Buena Vista Heights Historic District                                       | grob begrenzt von Park Ave., Prince Ave., Pound St. und Nantahala Extension                                        |                                                                       | 27. Aug. 1999                              |
| 75000576                   | Camak House                                                                 | 279 Meigs St. |                                                                       | 7. Juli 1975                               |
| 75000577                   | Carnegie Library Building                                                   | 1401 Prince Ave.                                                                                                   |                                                                       | 11. Nov. 1975                              |
| 74002255                   | Albon Chase House                                                           | 185 N. Hull St. |                                                                       | 19. Aug. 1974                              |
| 84003873                   | Chestnut Grove School                                                       | 610 Epps Bridge Rd.                                                                                                |                                                                       | 28. Juni 1984                              |
| 75000578                   | Church-Waddel-Brumby House                                                  | 280 E. Dougherty St.                                                                                               |                                                                       | 20. Feb. 1975                              |
| 80000990                   | Clarke County Jail                                                          | Courthouse Sq. |                                                                       | 29. Mai 1980                               |
| 75000579                   | T. R. R. Cobb House                                                         | 194 Prince Ave. |                                                                       | 30. Juni 1975                              |
| 79000705                   | Cobb-Treanor House                                                          | 1234 S. Lumpkin St.                                                                                                |                                                                       | 8. Mai 1979                                |
| 78000973                   | Cobbham Historic District                                                   | grob begrenzt von Prince Ave., Hill, Reese, und Pope St.                                                           |                                                                       | 24. Aug. 1978                              |
| 05001594                   | Coca-Cola Bottling Plant–Athens                                             | 297 Prince Ave. |                                                                       | 1. Feb. 2006                               |
| 79000706                   | Ross Crane House                                                            | 247 Pulaski St. |                                                                       | 18. Juni 1979                              |
| 75000580                   | Dearing Street Historic District                                            | grob begrenzt von Broad und Baxter St., Milledge Ave., schließt beide Seiten von Finley St. und Henderson Ave. ein |                                                                       | 5. Sep. 1975                               |
| 79000707                   | Albin P. Dearing House                                                      | 338 S. Milledge Ave.                                                                                               |                                                                       | 8. Mai 1979                                |
| 78000974 06000737 84000965 | Downtown Athens Historic District                                           | grob begrenzt von Dougherty St., Thomas St., Hickory St., Broad St., South St. und Pulaski St.                     | Wurde 1984 und 2006 erweitert, 2006 wurden einige Gebiete ausgenommen | 10. Aug. 1978 31. Mai 1984 18. August 2006 |
| 80000991                   | First African Methodist Episcopal Church                                    | 521 N. Hull St. |                                                                       | 10. März 1980                              |
| 74000667                   | Franklin House                                                              | 464–480 E. Broad St.                                                                                               |                                                                       | 11. Dez. 1974                              |
| 72000376                   | Garden Club of Georgia Museum-Headquarters House, Founder's Memorial Garden | Lumpkin St., University of Georgia                                                                                 |                                                                       | 26. Apr. 1972                              |
| 06000285                   | Gospel Pilgrim Cemetery                                                     | 530 Fourth St. |                                                                       | 19. Apr. 2006                              |
| 76000613                   | Henry W. Grady House                                                        | 634 Prince Ave. |                                                                       | 11. Mai 1976                               |
| 79000708                   | Dr. James S. Hamilton House                                                 | 150 S. Milledge Ave.                                                                                               |                                                                       | 24. Apr. 1979                              |
| 72000377                   | Lucy Cobb Institute Campus                                                  | 200 N. Milledge Ave., Campus der University of Georgia                                                             |                                                                       | 16. März 1972                              |
| 72000378                   | Gov. Wilson Lumpkin House                                                   | Cedar St., Campus der University of Georgia                                                                        |                                                                       | 16. März 1972                              |
| 75000581                   | Joseph Henry Lumpkin House                                                  | 248 Prince Ave. |                                                                       | 27. Juni 1975                              |
| 85000852                   | Milledge Avenue Historic District                                           | Milledge Ave. zwischen Broad St. und Five Points                                                                   |                                                                       | 18. Apr. 1985                              |
| 85000859                   | Milledge Circle Historic District                                           | Milledge Park, Lumpkin St., Milledge Circle und Milledge Ave.                                                      |                                                                       | 18. Apr. 1985                              |
| 79000709                   | Morton Building                                                             | 199 W. Washington St.                                                                                              |                                                                       | 22. Okt. 1979                              |
| 02000759                   | Newton House                                                                | 892 Prince Ave. |                                                                       | 11. Juli 2002                              |
| 87001360                   | Oglethorpe Avenue Historic District                                         | Oglethorpe Ave. |                                                                       | 5. Nov. 1987                               |
| 72000379                   | Old North Campus, University of Georgia                                     | begrenzt von Broad, Lumpkin und Jackson St.                                                                        |                                                                       | 16. März 1972                              |
| 08000442                   | Hubert Bond Owens House                                                     | 215 W. Rutherford St.                                                                                              |                                                                       | 14. Mai 2008                               |
| 82002394                   | Calvin W. Parr House                                                        | 277 Bloomfield St.                                                                                                 |                                                                       | 9. Sep. 1982                               |
| 77000416                   | Parrott Insurance Building                                                  | 283 E. Broad St.                                                                                                   |                                                                       | 7. Okt. 1977                               |
| 72000380                   | President’s House                                                           | 570 Prince Ave. |                                                                       | 16. März 1972                              |
| 87001990                   | Reese Street Historic District                                              | grob begrenzt von Meigs, Finley, Broad und Harris St.                                                              |                                                                       | 10. Nov. 1987                              |
| 96000875                   | Rocksprings Shotgun Row Historic District                                   | 433–447 Rocksprings St.                                                                                            | Shotgun Houses of Athens–Clarke County MPS                            | 23. Aug. 1996                              |
| 74000668                   | James A. Sledge House                                                       | 749 Cobb St. |                                                                       | 12. Feb. 1974                              |
| 91002003                   | R. P. Sorrells House                                                        | 220 Prince Ave. |                                                                       | 22. Jan. 1992                              |
| 79000710                   | Thomas-Carithers House                                                      | 530 S. Milledge Ave.                                                                                               |                                                                       | 8. Mai 1979                                |
| 73000616                   | Upson House                                                                 | 1022 Prince Ave.                                                                                                   |                                                                       | 15. Nov. 1973                              |
| 76000614                   | Ware-Lyndon House                                                           | 293 Hoyt St. |                                                                       | 15. März 1976                              |
| 07001000                   | West Cloverhurst Avenue Historic District                                   | W. Cloverhurst Ave. zwischen Springdale St. und S. Milledge Ave.                                                   |                                                                       | 27. Sep. 2007                              |
| 88000227                   | West Hancock Avenue Historic District                                       | grob begrenzt von Hill, Franklin, Broad St. und der Plaza                                                          |                                                                       | 30. März 1988                              |
| 70000202                   | Wilkins House                                                               | 387 S. Milledge Ave.                                                                                               |                                                                       | 19. Mai 1970                               |
| 87001390                   | Woodlawn Historic District                                                  | Woodlawn Ave. |                                                                       | 23. Okt. 1987                              |
| 87000696                   | Young Women’s Christian Association Complex                                 | 345–347 W. Hancock St.                                                                                             |                                                                       | 12. Mai 1987                               |

### Sport
Die Sportteams der Universität, nach ihrem Maskottchen „Bulldogs“ genannt (oft „Bulldawgs“ geschrieben und ausgesprochen), sind in der Southeastern Conference (SEC) der NCAA Division 1-A organisiert. Am bekanntesten und beliebtesten ist die American-Football-Mannschaft, die in dem mit über 92.746 Sitzplätze ausgestatteten Sanford Stadium auf dem Campus spielt. Die dort stattfindenden Spiele gelten als „zwischen den Hecken“ wegen der Rainweidehecken, die seit seinem Öffnungstag 1929 dort stehen. 1980 gewann das Team mit Runningback Herschel Walker die nationale College-Meisterschaft.
„Tailgating“ ist eine Tradition, bei der vor einem American-Football-Spiel die Zuschauer aus weiten Teilen von Georgia bereits viele Stunden vor Spielbeginn kommen, um zu essen, Bier zu trinken und Freundschaften zu knüpfen.
Aber auch in anderen Sportarten waren „Bulldogs“-Teams nationale College-Meister, etwa Golf der Männer (1999 und 2005), Golf der Frauen (2001), Tennis der Männer (1985, 1987, 1999, 2001, 2006, 2007), Tennis der Frauen (1994, 1995, 2000, 2002), Geräteturnen (1987, 1989, 1993, 1998, 2005, 2006 und 2007), Reitsport (2003 und 2004), Schwimmsport & Kunstspringen der Frauen (1999, 2000, 2001, 2005) und Baseball (1990).
Bei den Olympischen Sommerspielen 1996 in Atlanta wurden im Stegeman Coliseum die Wettbewerbe in Rhythmischer Sportgymnastik sowie Vorrundenspiele des olympischen Volleyballturniers ausgetragen, im Sanford-Stadion die Endspiele der Fußballwettbewerbe.
Das Maskottchen der Universität ist eine sehr bekannte englische Bulldogge, Uga (UH-GUH). Seit 1956 besitzt Frank W. Seiler diese Linie und jeder Uga ist der Sohn des letzten Ugas. Möglicherweise war das berühmteste Uga Uga V, der im Film „Midnight in the Garden of Good and Evil“ zu sehen ist.
Jeden April richtet Athens das bekannte professionelle Radfahrerrennen Twilight aus. Es ist ein Rennen auf einer kurzen Rennstrecke, meistens weniger als 5 km, das auf den Straßen im Stadtzentrum stattfindet. Bei seiner Gründung 1980 war Athens Twilight das erste Nachtzeitrennen in den USA in den Sechzigern. Das Rennen ist zugleich ein zweitägiges Fest mit Musik und Kinderunterhaltung; jährlich verzeichnet das Festival über 30.000 Zuschauer.

## Wirtschaft und Infrastruktur
Mit einer niedrigen Arbeitslosenquote von 3,4 % (Stand Februar 2007) ist Athens innerhalb der Top-50 Ballungsgebiete in den USA. Die Stadt hat jedoch ein niedriges Pro-Kopf-Einkommen von 24.000 US$ (17.647 €), das bei lediglich 57 % des nationalen Durchschnittseinkommens liegt.
Der größte Arbeitgeber der Stadt ist die Universität von Georgia mit 9.795 Angestellten. Die meisten Arbeitsplätze gibt es in den Bereichen Ausbildung und Gesundheitsfürsorge. Laut Cities Ranked and Rated (Ausgabe von 2004) steht Athens an 34. Stelle von allen amerikanischen Städten, was die Lebensqualität betrifft.
Zwischen 2000 und 2005 gab es einen Zuwachs von 9,3 % an Arbeitsplätzen. Auf der im Jahr 2006 von der Wirtschaftszeitschrift Forbes Magazine herausgegebenen Liste „Forbes List of Best Places For Small Businesses“ liegt Athens an 31. Stelle, was die besten kleineren Standorte für Wirtschaftsunternehmen angeht.
Als Messe- und Ausstellungsgelände steht der Stadt das Classic Center mit etwa 6.500 Quadratmeter Grundfläche zur Verfügung.

### Verkehr
1841 traf die erste Eisenbahn in Athens ein. 1885 fuhr die erste Tramlinie. Athens ist einer der Endpunkte der Georgia State Route 316.
Der Nahverkehr in Athens ist kostenlos.

## Wissenswertes und Merkwürdiges

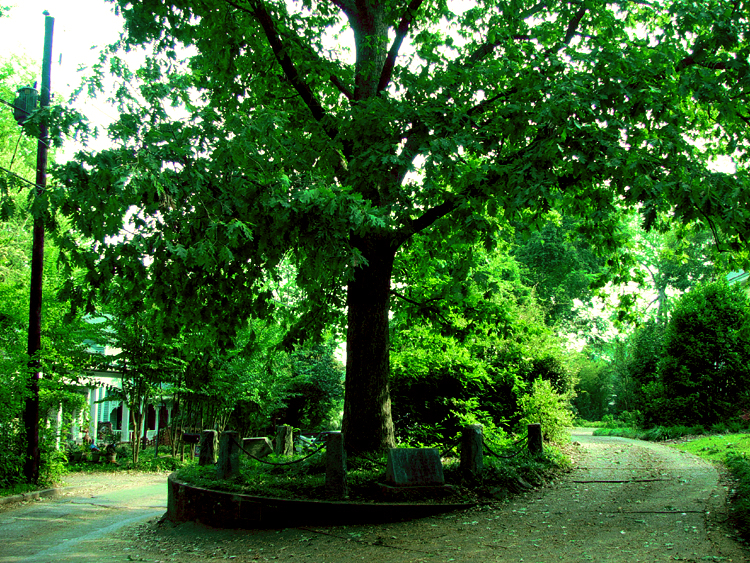
Der „Son of The Tree That Owns Itself“

- Der „Tree That Owns Itself“ ist ein Baum, der sein eigener Besitzer ist. Es ist eine Amerikanische Weiß-Eiche (Quercus alba). Der Baum befindet sich an der Ecke von Dearing Street und Finley Street. Zwischen 1820 und 1832 hat ein Colonel William Henry Jackson angeblich dem Baum „seine Freiheit gegeben“. Der ursprüngliche Baum ist 1942 gestorben und am 5. Dezember 1946 durch ein neues, aus einem Samen des alten Baumes gezogenes Exemplar ersetzt worden, das deshalb korrekter „Son of The Tree That Owns Itself“ heißt.[35]
- In Athens gibt es farbenfrohe überlebensgroße Statuen von Bulldoggen, dem Maskottchen der Universität. Es gibt 36 dieser Bulldoggstatuen, die der Athens-Oconee Junior Women’s Club gestiftet hat. Linda Ford und Julie Waters haben sich die Idee ausgedacht, um Gelder für gemeinnützige Zwecke zu sammeln.
- Die Musikzeitschrift Rolling Stone hat Athens die „#1 College Music Scene in America“ genannt.
- Die Zeitung The New York Times hat Athens „Live Music Central“ genannt.[36]
- In Athens gibt es eine doppelrohrige Kanone, die während des Amerikanischen Bürgerkriegs gebaut wurde und vor dem Rathaus steht. Mit ihr sollten zwei mit einer Eisenkette verbundene Kanonenkugeln als Doppelgeschoss abgefeuert werden. Während des Bürgerkriegs wurde ein Testschuss abgefeuert; die beiden Kugeln zerstörten ein Feld und einen Schornstein und töteten eine Kuh.[37]
- Am Eingang der Universität befindet sich ein großer Torbogen, der das Symbol der Universität ist. Es gibt einen Aberglauben, dass jeder, der durch den Torbogen geht, keinen Universitätsabschluss machen wird. Der Aberglaube begann um 1910, als Daniel Huntley Redfearn schwor, nicht unter den Torbogen durchzugehen, bis er von der Universität abging.[38]
- Das bekannte Cafe Jittery Joe's wurde 1994 in Athens gegründet. Der ursprüngliche Standort lag neben dem 40 Watt Nachtklub und das Cafe war rund um die Uhr geöffnet. Mittlerweile gibt es drei Jittery Joe's in Athens (im Student Learning Center der Uni, Eastside und im Viertel „Five Points“). Das Cafe sponsert auch eine Radlermannschaft.[39]

## Söhne und Töchter der Stadt
- Mildred Lewis Rutherford (1851–1928), Pädagogin und Autorin, Anhängerin der White Supremacy
- Hugh Hodgson (1893–1969), Musikpädagoge, Pianist, Dirigent und Komponist
- William A. Cunningham III (1911–1983), Generalmajor der United States Army
- Phil Campbell (1917–1998), Politiker
- Lou McGarity (1917–1971), Jazz-Posaunist
- Peter Tompkins (1919–2007), Journalist
- Leo Kottke (* 1945), Musiker
- Kim Basinger (* 1953), Schauspielerin
- Julian Keith Strickland (* 1953), Musiker der Band The B-52s
- Ricky Wilson (1953–1985), Gitarrist der Band The B-52s
- Jeff Daniels (* 1955), Schauspieler
- Cynthia Leigh Wilson (* 1957), Sängerin der Band The B-52s
- Jasper Cole (* 1964), Schauspieler, Fernseh-, Filmproduzent und Fernsehmoderator
- Alex Kendrick (* 1970), Schauspieler, Autor und Regisseur
- David Guthrie (* 1974), Basketballschiedsrichter
- Madeleine Peyroux (* 1974), Jazz-Sängerin
- Reese Hoffa (* 1977), Kugelstoßer
- Tituss Burgess (* 1979), Schauspieler
- Laura Slade Wiggins (* 1988), Schauspielerin und Musikerin

## Städtepartnerschaften
Athens unterhält folgende Gemeindepartnerschaften: 
| Stadt              | Land                          | seit | Typ                  |
| ------------------ | ----------------------------- | ---- | -------------------- |
| Athen              | Attika, Griechenland          |      | Partnerstadt         |
| Bukarest           | Muntenia, Rumänien            |      | Partnerstadt         |
| Cortona            | Toskana, Italien              | 1978 | Partnerstadt         |
| Geelong            | Victoria, Australien          | 2014 | Strategische Allianz |
| Iași               | Moldova Occidentală, Rumänien | 2001 | Partnerstadt         |
| Kamjanez-Podilskyj | Chmelnyzkyj, Ukraine          | 2003 | Partnerstadt         |
| Seodaemun, Seoul   | Südkorea                      | 2015 | Absichtserklärung    |